# À verse

À verse est une revue de poésie qui a pour but de mettre en valeur et de diffuser les créations de jeunes poètes et de poètes étudiants ainsi que celles de jeunes artistes.
Son premier numéro (Numéro zéro) est paru en mai 2008. La publication a lieu deux fois l'an, à l'automne et au printemps.
La revue est gérée par l'association loi de 1901 À verse.

## Présentation de la revueÀ verse

### Les fondateurs
L'idée d'À verse est née à Prague, en septembre 2007, d'une rencontre amicale entre deux étudiantes de l'université Paris IV-Sorbonne, dont la pratique de l'écriture révélait un cheminement assez proche. Formées aux ateliers de cette université, animés par Mme Fromilhague et M. Berthomieu, maîtres de conférences, et par les poètes Lionel Ray et Jean-Pierre Lemaire, elles ont été lauréates de concours et publiées dans de nombreux recueils de poésie.
Convaincues que la parole poétique est une clé d'appréhension du langage et une forme à part entière d'approche du monde, elles ont décidé de poser une nouvelle marque dans le paysage poétique et de jeter un caillou dans l'eau afin d'en observer les différents rebonds.

### Le projet
À Verse est avant tout une revue semestrielle de création poétique, qui souhaite contribuer à la découverte et à la reconnaissance de jeunes talents, poètes et illustrateurs en herbe, par ailleurs déjà publiés ou non. Ainsi a été engagée en 2009 une collaboration entre les poètes de la revue et les jeunes graveurs de l'association Artegraf,.
C'est une réunion de « voix nouvelles », mais également de « voix multiples » : ce sont autant d'échos parfaits et imparfaits, d'origines diverses, de langues parfois inconnues. Une prédominance du français, où l'on croit distinguer des sonorités allemandes, mexicaines, tunisiennes, tchèques. C'est aussi une volonté manifeste de parler de poésie, à travers des critiques, des coups de cœur, des entretiens avec des poètes, hommes et femmes de lettres, reconnus.
C'est enfin un dialogue ininterrompu entre la poésie et les autres arts, des séances d'ekphrasis, pour ne cesser d'élargir le cercle.
Initialement baptisée Ricochets-Poésie, la revue a été contrainte, du fait d'une maison d'édition au nom proche, à un nouveau baptême à la suite du Salon du livre de Paris 2009.

### L'association
Régie par la loi de 1901, l'association À Verse se veut ouverte et dynamique. Elle est soutenue par la commission FSDIE « Aide aux projets étudiants » et le service culturel de l'université Paris IV-Sorbonne, ainsi que par la Mairie de Paris.
Dès sa création, les membres ont participé au Festival de poésie « de Prague à Paris », organisé par une association franco-tchèque amie, Boulvart, et soutenu, entre autres, par le service culturel de Paris IV et l'ambassade de la République tchèque en France. Ce festival a été l'occasion des premières discussions, des premiers débats, qu'À Verse souhaite poursuivre, en organisant des rencontres régulières entre les membres, des lectures publiques et privées, voire des expositions

## Publications
- Numéro zéro, printemps 2008. Table ronde autour de Claude Vigée
- Numéro 1, automne 2008. Entretien avec Petr Kral
- Numéro 2, printemps 2009. Entretien avec Jean-Pierre Lemaire
- Numéro 3, automne 2009. Entretien avec Colette Nys-Mazure
- Numéro 4, printemps 2010. Entretien avec Judith Chavanne
- Numéro 5, automne 2010. Entretien avec Serge Pey  (ISBN 978-2-9537417-0-4)
- Numéro 6, printemps 2011. Entretien avec Angelin Preljocaj
- Numéro 7, automne 2011. Entretien avec Pierre Dhainaut
- Hors-série, La Dérive, numéro spécial franco-québécois
- Numéro 8, printemps 2012. Entretien avec Eva Almassy
- Numéro 9, automne 2012. Entretien avec Guy Goffette